# Parallels (film)
Parallels è un film del 2015 diretto da Christopher Leone.

## Produzione
Fu originariamente concepito come l'episodio pilota di una serie televisiva di fantascienza, basato su una storia di Christopher Leone e Laura Harkcom. I protagonisti, interpretati da Mark Hapka, Jessica Rothe, Eric Jungmann e Constance Wu, si trovano a viaggiare su una serie di Terre alternative, simili a quella originale o con scenari postapocalittici.
Fu pubblicato il 3 marzo 2015 sulla piattaforma di streaming Netflix. Il 16 novembre 2016 fu annunciato un adattamento del teaser/trailer del film in una serie televisiva intitolata The Building, in collaborazione tra Neil Gaiman, Christopher Leone e Albert Kim, ma nessuna informazione è più stata pubblicata dal 2016 e sembra che il progetto sia stato cancellato.